# Мурав'янка-прудкокрил паранська
Мурав'янка-прудкокрил паранська (Hypocnemis striata) — вид горобцеподібних птахів родини сорокушових (Thamnophilidae). Ендемік Бразилії. Раніше вважався конспецифічним зі співочою мурав'янкою-прудкокрилом.

## Підвиди
Виділяють три підвиди:
- H. s. implicata Zimmer, JT, 1932 — південь центральної Бразильської Амазонії (від Мадейри на схід до Тапажоса і Телес-Піреса);
- H. s. striata (Spix, 1825) — між річками Тапажос і Шінгу;
- H. s. affinis Zimmer, JT, 1932 — між річками Шінгу і Токантінс.

## Поширення і екологія
Паранські мурав'янки-прудкокрили мешкають в бразильських штатах Пара, Мату-Гросу і Амазонас. Вони живуть в підліску вологих рівнинних і заболочених тропічних лісів Амазонії, на висоті до 800 м над рівнем моря. Живляться комахами та іншими безхребетними.